# Platée
Platée és una òpera amb pròleg i tres actes de Jean-Philippe Rameau, amb llibret de Jacques Autreau. S'estrenà a Versalles el 31 de març de 1745.
Platée obtingué un gran èxit i preparà l'èxit de Les Bouffons tres anys després.	